# Sonate pour violoncelle et piano (Barber)
Pour les articles homonymes, voir Sonate pour violoncelle et piano.
La Sonate pour violoncelle et piano en ut mineur opus 6 du compositeur américain Samuel Barber est une sonate pour violoncelle et piano.

## Historique
La sonate a été composée entre juin et décembre 1932 lors d'un voyage en Europe alors que Barber avait achevé ses études à l'Institut de musique Curtis. Elle a été créée en mars 1933 avec le compositeur au piano et son ami et collègue Orlando Cole (en) comme violoncelliste, lors d'un concert de la Ligue des compositeurs (en) à New York.

## Structure
La sonate possède trois mouvements :
1. Allegro ma non troppo
2. Adagio
3. Allegro appassionato